# Sonne und Beton (Roman)
Sonne und Beton ist ein Adoleszenzroman des Stand-Up-Comedians und Podcasters Felix Lobrecht, der erstmals im Jahr 2017 erschienen ist. Lobrecht erzählt die Geschichte von vier Jungen, die im Berliner Ortsteil Gropiusstadt leben. Aus Geldnot brechen sie in ihre eigene Schule ein und stehlen einige Computer, die sie anschließend verkaufen wollen. Der Roman spielt Anfang der 2000er-Jahre.

## Inhalt

### Kapitel 1
Der Ich-Erzähler (Lukas) kommt nicht in die Schule rein, weil er seinen Schulausweis vergessen hat. Kurz danach entscheidet er sich, in den Park zu gehen, um sich mit Gino zu treffen. Doch plötzlich kommt Julius auch in den Park. Beim Versuch, sich Drogen zu kaufen, treffen sie auf eine Gruppe von Arabern. Mit diesen Arabern haben sie eine Auseinandersetzung und beim Versuch, Julius zu beschützen, wird Lukas geschlagen. Als sie bei Cem, ihrem eigentlichen Drogendealer, angekommen sind, erzählen sie ihm von der Auseinandersetzung. Daraufhin geht Cem mit seinen Brüdern zu den Arabern, um ihnen eine Lektion zu erteilen. Lukas hat die Aufgabe, den Anführer der Araber mit einem Totschläger zu schlagen, jedoch macht er kurz davor einen Rückzieher. Nach dieser Aktion schlägt Cem zu. Kurz darauf eskaliert die Situation und es gibt eine Prügelei zwischen Arabern und Türken. Doch Lukas haut direkt ab, weil er Angst hat. Anschließend trifft er sich mit Gino bei sich zu Hause und rauchten eine; kurz darauf muss Gino nach Hause.

### Kapitel 2
Im Klassenraum von Lukas wütet das Chaos. Herr Sonnabend, ein Vertretungslehrer, versucht die Klasse dennoch unter Kontrolle zu bringen – vergeblich.
Nachdem Herr Sonnabend voller Verzweiflung geht, kommt er kurze Zeit später mit dem Schulleiter, Herrn Schiezeth, und einem neuen Schüler zurück. Dieser ist ein Kubaner, „’n caribbean Boy“, wie der neue Schüler Sanchez selbst sagt. (S. 39)
Nach der Schule trifft Lukas auf Cem. Die Vermutung, dass Cem immer noch wütend auf ihn ist, stellt sich jedoch schnell als falsch heraus. Dieser ist nämlich auf der Suche nach seiner neuen Liebe, Denise. Nachdem Lukas von seinem Vater überraschenderweise von der Schule abgeholt wird, trifft er vor seiner Wohnungstür auf Sanchez. Jener ist neu mit seiner Mutter in das Haus gezogen, in dem auch Lukas wohnt.
Infolgedessen unterhalten sie sich in Lukas’ Zimmer. Dieser erzählt Sanchez, dass er sich als Pole ausgibt, um von den Ausländern respektiert zu werden.

### Kapitel 3
Lukas, Gino und Sanchez stehlen bei Aldi Lakritz. Sanchez hört, dass am Abend eine Party sein soll und will mit den anderen hingehen, obwohl Lukas und Gino sagen, dass solche Partys scheiße sind. Trotzdem wollen sie hingehen. Davor gehen sie einkaufen und Sanchez stiehlt Alkohol. Danach geht Lukas nochmal nach Hause. Nachdem Marco zu Besuch gekommen ist, redet dieser mit Lukas und sagt, dass er bei Auseinandersetzungen mit einem Messer seinen Stolz vergessen und lieber weglaufen soll. Sonst zählt für ihn: „Der Klügere tritt nach“. Er scheint sehr besorgt zu sein. Später gehen Lukas und Marco Bier kaufen. Als sie wieder zu Hause sind, erzählt Matthias, dass er ab September einen Hausmeisterjob an der Humboldt-Universität hat. Vor der Party trinken Lukas, Gino, Julius und Sanchez noch etwas zusammen. Gino ist schnell betrunken. Dann fahren sie mit dem Linienbus zur Party. Als sie ankommen, hat die Polizei die Party bereits aufgelöst und sie fahren mit dem Taxi zurück. Julius sprüht dem Taxifahrer beim Aussteigen CS-Gas ins Gesicht, weil sie nicht bezahlen wollen. Die Jungen laufen weg. Dann gehen Gino und Julius nach Hause. Lukas und Sanchez trinken und kiffen danach auf dem Parkhausdach und besprechen, wie sie an Geld kommen können.

### Kapitel 4
Das Kapitel beginnt damit, dass die Klasse Tische stapelt und diese wieder umschmeißt. Ein Lehrer kommt rein und droht mit einem Besuch bei dem Direktor Herr Schiezeth. Selen, eine Klassenkameradin, sagt ihren Mitschülern, dass sie aufräumen sollen, worauf hin sie als Streberin beleidigt wird. Momo erzählt Lukas, dass die Polizisten seinetwegen und wegen seiner Freunde zu der Party am Freitag gekommen sind. Nach der Pause sollen die Schüler sich alle in der Aula treffen, weil es Neuigkeiten zu verkünden gibt. Herr Schiezeth stellt Herrn Reuter vom Bildungssenat des Landes Berlin vor. Herr Reuter ist ein kleiner, dicklicher Mann, der unsicher wirkt und auf die Bühne schlurft. Er blamiert sich vor den Schülern, indem er auf der Bühne fast stolpert und die Schüler ihn auslachen. Er wird knallrot. Später will er eine Apfelschorle öffnen, jedoch sprudelt es zu doll und er bekleckert sich. Wieder lachen alle ihn aus. Herr Schiezeth erzählt ihnen, dass die Schule 50 neue Computer bekommen soll. Das sind große Neuigkeiten für die Schüler. Sanchez kommt auf die Idee, die Computer zu stehlen und zu verkaufen. Alle bis auf Lukas sind dafür, da Sanchez sogar den Schulschlüssel gestohlen hat. Lukas erwähnt Ginos Vater und was er machen würde, wenn die Jungs beim Einbruch erwischt werden würden. Daraufhin wird Gino sehr wütend auf Lukas und es stellt sich heraus, dass Gino von seinem Vater geschlagen wird. Die anderen können Lukas zum Raub überreden.

### Kapitel 5
Lukas, Sanchez und Julius treffen sich nachts vor der Schule, weil sie ihren Plan, die Computer zu stehlen, umsetzen wollen. Gino kommt nicht, da er laut Julius Hausarrest habe. Trotz einiger Probleme mit den Schlüsseln, kommen sie in den Lagerraum. Zuerst sieht es so aus, als wären die Computer nicht da, doch sie befinden sich ganz oben in einem der Regale. Sie nehmen neun Flachbildschirme und acht Computer mit. Die ganze Situation ist sehr angespannt und Lukas ist nervös, denn Julius provoziert ihn immer wieder. Lukas geht vor, um den Ausgang freizuräumen und sieht auf Julius Handy eine seltsame Nachricht von Gino. Er vergisst sie durch den Stress vorerst wieder. Julius erschrickt Lukas, indem er vorgibt, ein Polizist zu sein. Anschließend klettern sie über den hohen Schulzaun und schieben die Computer mit einem ebenfalls gestohlenen Einkaufswagen davon. Einen der Computer wirft Julius gegen eine Hauswand, da er defekt war, weshalb Lukas und Sanchez wütend werden.
Als einige betrunkene Männer auf der anderen Straßenseite Stress anfangen wollen, holt Julius eine Schreckschusswaffe hervor und schießt ein paarmal damit. Die Männer schreien und laufen nach Befehl von Julius weg. Lukas hat die ganze Zeit Angst, erwischt zu werden. Er und Sanchez sind von Julius’ Aktionen genervt.

### Kapitel 6
Der Tag nach dem Einbruch beginnt in Lukas’ Schule. Lukas hat sich dagegen entschieden zu schwänzen, anders als Sanchez und Julius (S. 127). Zwei Polizisten und der Direktor Herr Schiezeth berichten, was in der Nacht zuvor passiert ist und bitten um Mithilfe (S. 128). Lukas ist angespannt und fängt an zu schwitzen. Mittlerweile bereut er die Entscheidung, zur Schule gekommen zu sein. Er überlegt, sich zu stellen und ehrlich zu sein. Nach der Schule ruft Marco ihn an und sie sprechen über den Einbruch. Lukas wundert sich, warum Marco schon so früh Bescheid weiß. Ebenfalls verheimlicht er Marco, dass er und seine Freunde die Diebe waren. Marco sagt ihm, dass die Computerdiebe „Opfer“ wären, weil man die Computer orten könne (S. 134). Lukas wird, nachdem er diese Information erhalten hat, noch nervöser und plant, sich später mit Sanchez und Julius zu treffen. Bevor er sich mit den beiden trifft, geht er jedoch nach Hause. Dort trifft er seinen Vater, der von dem Einbruch durch die Nachrichten erfahren hat. Lukas und sein Vater geraten in einen Streit über die Relevanz des Einbruches (S. 139). Lukas sagt, dass in seiner Schule jeden Tag Schlägereien wären und dass jeder „Kanake“ ein Messer dabei hätte. Kurz darauf verlässt Lukas wütend die Wohnung, um sich mit Sanchez und Julius zu treffen (S. 140). Lukas erzählt den beiden anderen von dem vermeintlichen Problem der Möglichkeit, die Computer zu orten. Sie besprechen, was sie jetzt tun wollen. Sie entscheiden sich, die Computer so schnell wie möglich zu verkaufen. Zum Ende des Kapitels treffen die drei noch auf Ginos betrunkenen Vater und beleidigen ihn als „scheiß Alki“.

### Kapitel 7
Das Kapitel beginnt, als Julius, Lukas und Sanchez in Berlin unterwegs sind, um die Computer zu verkaufen. Sie gehen zu verschiedenen Elektronikläden, haben aber erst im 6. Laden Erfolg, wo sie drei Computer und Bildschirme für 800 € verkaufen. Julius und Sanchez gehen danach direkt einkaufen, aber Lukas macht sich auf den Weg nach Hause. Davor will er sich noch etwas zu essen kaufen und trifft im Supermarkt auf Ginos Mutter, Giovanna. Er fragt sie, ob sie Hilfe braucht, aber sie lehnt ab. Außerdem sprechen sie kurz über Gino und ihre Situation zu Hause. Giovanna erzählt, dass Ginos Vater in letzter Zeit handgreiflich geworden ist und Gino eine harte Zeit durchmacht. Zudem erzählt sie, dass Julius oft zu Besuch kommt und mit Ginos Bruder spielt. Danach fährt Lukas nach Hause, wo er Karin, die Freundin seines Vaters, trifft. Sie fragt ihn, ob er eine Idee hätte, ihrem Sohn zu helfen, da er auf dem Weg zur Schule in der Gropiusstadt immer beklaut und bedroht wird. Im Laufe des Gesprächs merkt er, dass er Karin falsch eingeschätzt hat und sie eigentlich ganz nett ist.

### Kapitel 8
Zu Beginn des Kapitels holt Sanchez Lukas ab und sie treffen sich kurz mit Julius. Er erzählt ihnen, dass sein Bruder Adi die Computer in seinem Zimmer entdeckt hat. Jedoch konnte Julius sich herausreden, dennoch müssen die Computer bis zum Abend weg sein. Also nehmen sie Computer später mit zu Sanchez. Danach gehen Lukas und Sanchez shoppen, dabei ruft Momo Lukas an. Er erzählt, dass Taner ihn mit Sanchez vor dem Computergeschäft gesehen hat und seinem Onkel der Laden gehört. „Er sagt, ihr wolltet Computer verkaufen und beschuldigt euch, dass ihr für den Einbruch verantwortlich seid.“ Lukas bekommt daraufhin Panik und will die Computer so schnell wie möglich loswerden, doch Sanchez überzeugt ihn, noch bis morgen zu warten, und wenn wirklich etwas in der Schule passiert, sie die Computer einfach in den Kanal werfen können. Später sind sie noch bei Julius, verpacken die Computer und nehmen dann den Bus zu Sanchez.

### Kapitel 9
Lukas und Sanchez gehen wieder in die Schule. Lukas hat das Gefühl, dass alle ihn angucken, aber Sanchez beruhigt ihn und sagt ihm, dass er sich das nur einbildet. Kurz darauf kommt der Vertrauenslehrer Herr Reinicke zu ihm und sagt, dass er mit ihm nach der ersten Stunde sprechen möchte. Lukas möchte, dass Sanchez mitkommt, aber als Lukas am Treffpunkt ankommt, ist er nicht da. Im Büro von Herrn Reinicke ist Lukas sehr nervös, vor allem, als Herr Reinicke sagt, dass er über den Diebstahl der Computer reden möchte, doch dann bekommt er einen Anruf und schickt Lukas kurz raus. Als Lukas vor der Tür steht, bekommt er richtig Panik und ist sich hundertprozentig sicher, dass Herr Reinicke über alles Bescheid weiß. In seiner Panik ruft er Marco an und erzählt ihm, dass seine Freunde und er die Computer geklaut haben und dass der Lehrer Bescheid weiß. Marco sagt, dass er trotzdem nicht gestehen soll und dass er sich darum kümmert. Als Herr Reinicke ihn wieder reinholt, zittert er. Aber Herr Reinicke sagt nichts davon, dass er ihn verdächtigt, sondern, dass es bestimmt Ausländer waren, und dass er nur mit Lukas sprechen wollte, weil er Deutscher ist. Da es sich nicht mehr lohnt, in den Unterricht zu gehen, entscheidet er sich, nach Hause zu gehen. Auf dem Schulhof bekommt er dann aber noch einen Anruf von Marco, der ihm erzählt, dass er Leute gefunden hat, die die Computer kaufen würden. Er wirkt aber sehr sauer auf Lukas. Später sagt Sanchez noch, dass er nicht zu dem Gespräch kommen konnte, da er etwas mit einer Zehntklässlerin auf der Schultoilette hatte. Dann lädt er ihn noch zu sich nach Hause zum Essen ein.

### Kapitel 10
Lukas kommt mit zu Sanchez nach Hause und er lernt dessen Mutter kennen. Die drei essen zusammen Nudeln mit Tomatensoße und reden über die Zeit, als Sanchez und seine Mutter noch in Hellersdorf gelebt haben. Anschließend schneidet Sanchez noch Lukas Haare. Dies ist ein großer Unterschied zum sonst so rauen Alltag der Jungs.

### Kapitel 11
Lukas erzählt Marco, dass ihnen am Treffpunkt die Computer geklaut wurden, woraufhin Marco darauf besteht, die Sache zu klären - was Lukas aber ablehnt. Auf dem Rückweg trinken sie Wodka und diskutieren, wessen Schuld es war. Julius wird von Ginos Mutter angerufen, die ihm erzählt, dass Gino seinen Vater mit einer Glasflasche geschlagen hat und blutend aus dem Haus gerannt ist. Daraufhin erklärt Julius, dass er Gino Tilidin besorgt hat, um ihm die Hemmungen zu nehmen, damit er vor seinem Vater fliehen kann. Die Jungs begeben sich umgehend zu Ginos Wohnung, auf dem Weg treffen sie Cem, der ihnen seine Freundin Denise vorstellt. Julius rastet aus und schlägt Denise, weil sie mit Julius und Cem gleichzeitig zusammen ist. Denise rennt weinend weg und Cem prügelt sich mit den anderen. Nachdem sie den Streit geklärt haben, ruft Ginos Mutter wieder an und erklärt, dass Gino bewusstlos aufgefunden wurde und jetzt im Krankenhaus liegt. Auf dem Weg dahin macht sich Julius große Vorwürfe. Im Krankenhaus fragen sie nach Ginos Zimmer.

### Epilog
In einem Zeitungsausschnitt wird über den Einbruch berichtet. Als mutmaßliche Täter wird eine deutsch-türkische Gruppe beschuldigt. In dem Artikel fällt der Name Abdul K., welcher schon mehrfach bei der Polizei bekannt ist. Die Gruppe bestreitet den Einbruch in der Schule.

## Figuren
Lukas ist in seiner 9. Klasse der einzige Schüler mit deutscher Herkunft. Er wird von seinem Lehrer sogar gelobt, weil er für seine Schule bessere Noten hat als seine Mitschüler, trotzdem ist er nicht der beste. Lukas hat sehr kurze Haare und ist relativ dünn. Er wohnt in einer eher ärmeren Wohnung und es gibt nur wenig Zimmer. Gino (Lukas’ Freund) und er bauen im Vergleich zu seinen anderen Freunden (Julius und Sanchez) weniger Mist, sie halten sich meist zurück. In der Freizeit gehen sie im Sommer manchmal ins Freibad und sonst an eher ruhige Orte zum chillen, trinken und rauchen. Als Deutscher ist es in der Gropiusstadt nicht einfach, da die Konfliktbereitschaft der Araber, die diesen Stadtteil dominieren, recht hoch ist. Lukas gibt sich immer als Pole aus, damit er nicht in Schlägereien gerät.
Julius ist ein jugendlicher Neuköllner, der seine Zeit mit Kiffen und seinen Freunden verbringt. Er ist einer von Lukas’ Freunden, bringt Sprüche zur falschen Zeit und ist maßgeblich am Raubüberfall an der Schule von Lukas beteiligt. Er verbringt seine Zeit oft mit Gino, Lukas und Sanchez. Gino ist sein bester Freund. Julius ist blond, dünn, hitzköpfig, übermütig und selbstbewusst. Er wohnt mit seinem Bruder in einer heruntergekommenen Wohnung, jedoch ist er selten zuhause, da sein Bruder das ganze Wohnzimmer besetzt und er nur in seinem Zimmer leben kann. Julius ist sofort bei der Idee vom Diebstahl dabei, da er so schnell wie möglich von zu Hause wegkommen möchte.
Gino (Luigi Ebert) lebt mit seiner Familie in der Gropiusstadt. Er ist Italiener und hat einen dünnen Körperbau. Zudem ist er eher ruhig und zurückhaltend und schwänzt er öfters mal die Schule. Er ist der beste Freund des Hauptcharakters Lukas. Er wohnt in der Gropiusstadt mit seinem Vater, seinem Bruder und seiner Mutter. Seine Mutter arbeitet ab und zu als Putzfrau und kümmert sich um Ginos kleinen Bruder Toni, der die Krankheit MS hat. Sein Vater ist Alkoholiker und arbeitslos. Gino wird von seinem Vater geschlagen und bekommt oft Hausarrest.
Sanchez zieht im 2. Kapitel mit seiner Mutter von Hellersdorf in die Gropiusstadt, ursprünglich kommt er aber aus Kuba. Er kommt in die Klasse von Lukas, den er „Loco“ nennt. Es stellt sich heraus, dass er nur wenige Wohnungen neben Lukas wohnt. Er freundet sich schnell mit Julius, Lukas und Gino an. Er raucht und hat einen kleinen Bruder. Während des Romans wird deutlich, wie gut er Dinge stehlen kann.
Cem ist der türkische Drogendealer von Lukas und seinen Freunden (S. 12). Er ist der einzige Türke mit Berliner Akzent und besitzt eisblaue Augen (S. 18). Er hört gerne "blecherne Handymusik" (S. 17). Seine Drogen verkauft er immer hinten im Park (S. 12). Cem hat zwei Brüder namens Ali und Serkan, welche mit Lukas’ Bruder befreundet sind. Er ist in Denise verliebt, mit welcher er auch zusammenkommt. Cem wird von Denise betrogen.
Denise ist befreundet mit Julius und Cem, Sie tanzt seit 10 Jahren. Sie betrügt Julius mit Cem und lügt ihn an, dass sie sich mit ihrer Freundin trifft.
Marco ist der Bruder von Lukas. Er ist groß, macht Kampfsport, geht regelmäßig in Fitnessstudio und wohnt nicht mehr zu Hause, kommt aber Matze und Lukas immer mal besuchen. Marco ist für Lukas immer ein guter Ansprechpartner, und wenn Lukas Probleme hat, ist er immer für ihn da.

## Sprache
Lobrechts Protagonisten sprechen umgangssprachlich und teilweise derb (z. B. „Titten“, „Kanaken“). Die Jugendsprache entspricht der multiethnischen Jugendsprache Kiezdeutsch, die oft unter Jugendlichen in Großstädten gesprochen wird. Besonders wichtig sei Lobrecht die Sprache gewesen: „Das ist der Slang, mit dem ich aufgewachsen bin.“ Viele der verwendeten Begriffe entsprechen der Zeit. Besonders die häufige Verwendung des Partikels „Dings“ ist auffällig. Lobrecht verwendet es 108 Mal in dem Roman. „Nein. Dings, ja, wir nehmen ja gar nichts und wenn, gehen wir bestimmt nicht bei den scheiß Türken holen, ja…“

## Rezeption
„Die Kerle sind immer in Bewegung, im Grunde jedoch beschreibt Lobrecht einen Stillstand“, beschreibt Stefan Fischer in der Süddeutschen Zeitung die Erlebnisse der Jungen mit Blick auf ihre Entwicklung.

## Veröffentlichungen
- Sonne und Beton. 2017.
- Sonne und Beton. Spaß am Lesen Verlag, Münster 2022, ISBN 978-3-948856-85-4.
- Sonne und Beton. Ullstein, Berlin 2023, ISBN 978-3-548-06694-3.

## Künstlerische Adaptionen

### Verfilmung
Im Jahr 2023 kam die gleichnamige Verfilmung  von David Wnendt in die deutschen Kinos.

### Hörbuch
Das von Felix Lobrecht selbst gelesene Hörbuch erschien im Jahr 2019.

### Graphic Novel
Oljanna Haus veröffentlichte bei hanserblau 2021 die Graphic Novel zum Roman. Lobrecht berichtet, dass er über Social Media viele Nachrichten auch von Lehrerinnen, Lehrern und Sozialarbeitern bekommen habe, „die die Graphic Novel als niedrigschwelligeres Angebot nutzen wollen, um Jugendliche fürs Lesen zu begeistern“.